# 威廉·奥德林
威廉·奥德林（英語：William Odling，1829年9月5日—1921年2月17日）是一位英国化学家，在元素周期表的发现上做出了贡献，1859年成为英国皇家学会会士，1868年成为富勒化学教授。